# Шумече
Шу́мече (хорв. Šumeće) — село в Хорватії у складі громади Бебрина, в області Славонія, адміністративно належить до Бродсько-Посавської жупанії. Є одним із осередків розселення хорватських українців.

## Положення
Село лежить у долині річки Сава за два кілометри від неї та за 15 км на південний захід від Славонського Броду. Розташоване на автотрасі Бродський Ступник—Славонський Брод. Сусідні села — це Бановці, Дубочаць і Збєг.

## Населення
У селі більшість населення становлять хорвати за значної частки українців. 
У Шумече збудовано новий громадський будинок, у селі є дві церкви:  римо-католицька і греко-католицька. Жителі здебільшого займаються сільським господарством або працюють на фірмах у Славонському Броді.
Населення за даними перепису 2011 року становило 580 осіб.
Динаміка чисельності населення поселення:

## Українці у Шумече
Українці оселилися тут, як і в навколишніх селах Каніжі, Бановцях, Зб'єгу, близько 1900 року. Так, за даними перепису 1910 року, в селі проживало 449 душ, з яких хорвати становили 333 особи, українці — 128, решта — 38. 
У селі є греко-католицька церква, де гуртуються жителі українського походження.

## Громадські об'єднання
Найзначніше громадське утворення в селі — це футбольний клуб «Шокадія», який виступає у п'ятій за рангом хорватській футбольній лізі на рівні Бродсько-Посавської жупанії.
У селі діють два культурно-мистецькі товариства: культурно-мистецьке товариство «Шокадія», яке оберігає традиції шокців, і культурно-освітнє товариство ім. Андрія Пелиха, яке плекає звичаї і традиції хорватських українців.

## Клімат
Середня річна температура становить 11,26°C, середня максимальна – 26,19°C, а середня мінімальна – -6,48°C. Середня річна кількість опадів – 807 мм.
| Клімат поселення                              | Клімат поселення | Клімат поселення | Клімат поселення | Клімат поселення | Клімат поселення | Клімат поселення | Клімат поселення | Клімат поселення | Клімат поселення | Клімат поселення | Клімат поселення | Клімат поселення | Клімат поселення |
| Показник                                      | Січ.             | Лют.             | Бер.             | Квіт.            | Трав.            | Черв.            | Лип.             | Серп.            | Вер.             | Жовт.            | Лист.            | Груд.            |                  |
| Середній максимум, °C                         | 6,36             | 8,78             | 13,42            | 18,04            | 23,12            | 26,19            | 25,90            | 25,10            | 21,12            | 15,80            | 10,00            | 5,86             |                  |
| Середня температура, °C                       | −0,08            | 2,36             | 7,00             | 11,60            | 16,68            | 19,77            | 21,58            | 20,77            | 16,80            | 11,50            | 5,61             | 1,50             |                  |
| Середній мінімум, °C                          | −6,48            | −4,08            | 0,57             | 5,21             | 10,27            | 13,34            | 17,26            | 16,40            | 12,50            | 7,17             | 1,30             | −2,8             |                  |
| Норма опадів, мм                              | 52               | 53               | 51               | 60               | 74               | 98               | 70               | 65               | 57               | 75               | 84               | 68               |                  |
| Середньомісячна швидкість вітру, м/с          | 1.60             | 1.86             | 2.20             | 2.10             | 1.90             | 1.80             | 1.74             | 1.60             | 1.50             | 1.50             | 1.60             | 1.66             |                  |
| Середньомісячна сонячна радіація, кДж/м²·день | 4333             | 7059             | 10949            | 15395            | 19306            | 21462            | 22509            | 20606            | 15065            | 9230             | 4890             | 3637             |                  |
| --------------------------------------------- | ---------------- | ---------------- | ---------------- | ---------------- | ---------------- | ---------------- | ---------------- | ---------------- | ---------------- | ---------------- | ---------------- | ---------------- | ---------------- |
| Джерело:                                      |                  |                  |                  |                  |                  |                  |                  |                  |                  |                  |                  |                  |                  |

## Галерея

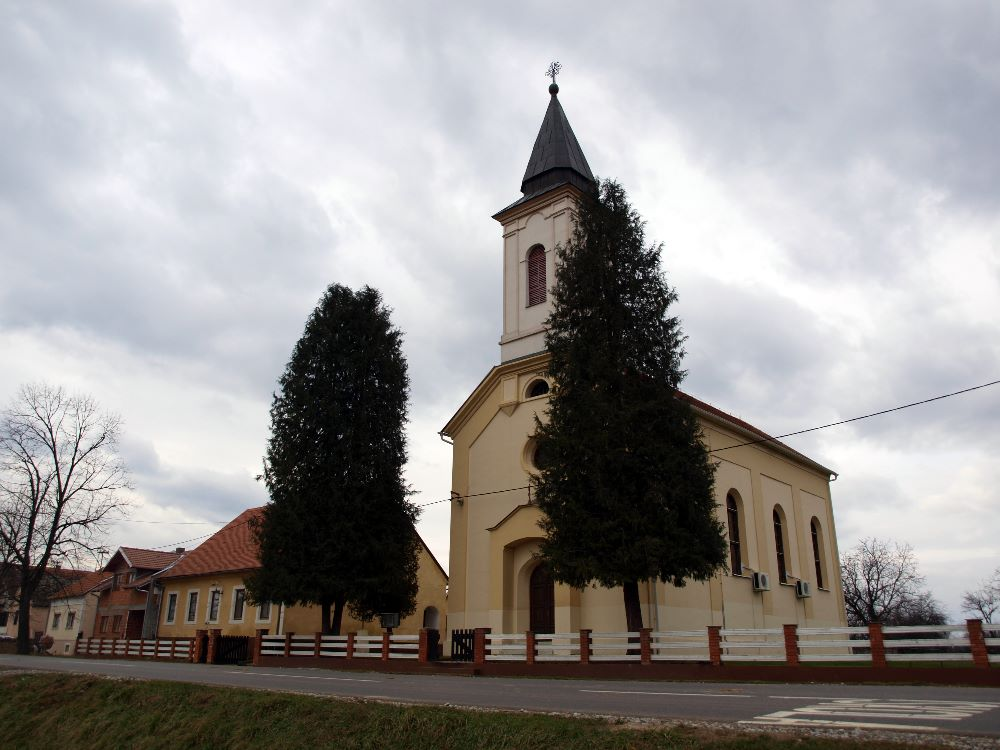
Римо-католицька церква села
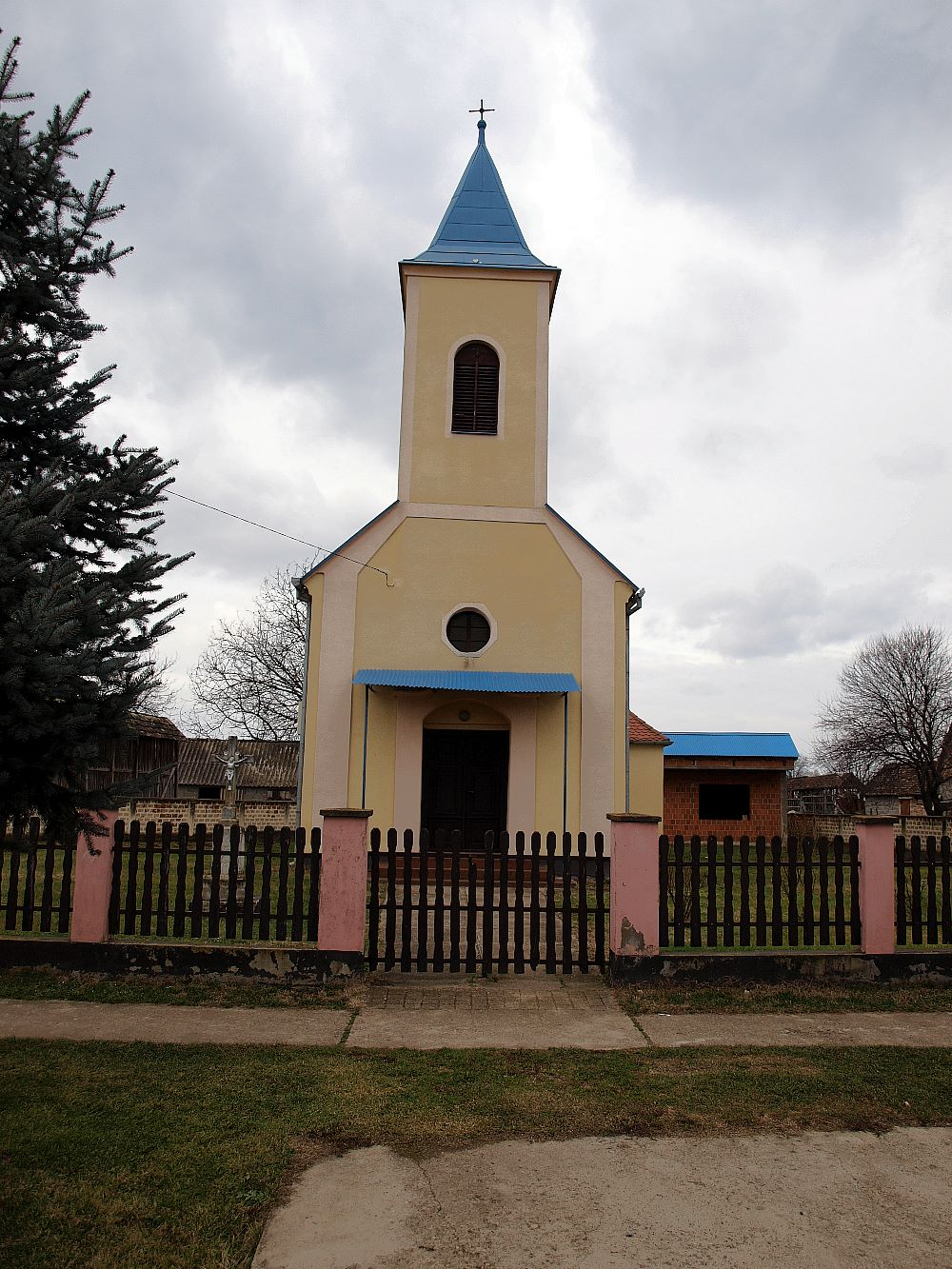
Греко-католицька церква села